# Chaudenay-le-Château
Chaudenay-le-Château település Franciaországban, Côte-d’Or megyében. Lakosainak száma 48 fő (2022. január 1.). Chaudenay-le-Château Crugey, Chaudenay-la-Ville és Sainte-Sabine községekkel határos.

## Népesség
A település népességének változása:
| Lakosok száma | 35   | 28   | 33   | 42   | 47   | 46   | 49   | 49   | 49   | 48   |
|               | 1968 | 1982 | 1990 | 2006 | 2013 | 2015 | 2017 | 2019 | 2020 | 2022 |